# コモ湖国際ピアノアカデミー
コモ湖国際ピアノアカデミー（英： International Piano Academy Lake Como）は、コモ湖沿岸にあるピアノの音楽学校である。毎年、400人にも及ぶ世界中の志願者（国際的コンクールの入賞経験者も多い）の中から、7人のピアニストが選ばれ、ここで研鑽を積む機会が与えられる。
この施設の成員には、過去を含めて、ディートリヒ・フィッシャー＝ディースカウ、レオン・フライシャー、マレイ・ペライア、アレクシス・ワイセンベルク、アリシア・デ・ラローチャといった傑出した音楽家が名を連ねている。こういった著名な音楽家は、一回に一週間ほど訪れて、7人の生徒に、プライベートな授業やマスタークラスの講習をする。
同アカデミーは、テオ・リーフェン国際ピアノ財団(the International Piano Foundation Theo Lieven)の教えの伝統を継承し、強化することを目的として、2002年4月に設立された。教師を招き、並外れた才能を入学されるというこの非常に変わったスタイルのおかげで、10年足らずで世界的に主要なピアノアカデミーのひとつになることが出来た。
その名称とは違い、学校の雰囲気は他のピアノアカデミーよりも家族的・共同的であり、競争的ではない。建物はコモ湖が見渡せる美しいパラッツォで、外界の重圧から離れたリラックスした環境の中で、生徒は学び活動することができる。ここでは、室内楽、伴奏法、生理学（職業的な病気・傷の予防や治療）、ピアノのテクニックといった、コンサートと芸術的生活のすべての局面についてのひらめき・機会・指導を受けることができる。
カワイやシュナーベル音楽財団他の協力により、授業料・宿泊費・設備費等は、すべて無料である。

## 管理
- 校長： マルタ・アルゲリッチ
- 理事： ウィリアム・グラント・ナボレ

## 所在地と施設
パラッツォ・デル・ヴェスコーヴォ(Palazzo del Vescovo, 司教邸)は、コッソーニ(Cossoni)侯爵家によって17世紀に建てられたが、1854年に当家の相続人から コモ司教カルロ・ロマーノが、これを得た。
1983年、ドンゴ市が邸宅を買い上げ、Comunità Montana Alto Lario Occidental の金銭的援助の得て、ドンゴ市民による邸宅の修復が始まった。2003年12月から、アルト・ラリオ音楽研究所に代わって、コモ湖国際ピアノアカデミーが施設を使っている。

## 著名な在学生・卒業生
- ピョートル・アンデルジェフスキ
- ユリアンナ・アヴデーエワ
- キリル・ゲルシュタイン
- セルジオ・ティエンポ